# 隆特里鎮區 (愛荷華州克萊縣)
隆特里鎮區（英語：Lone Tree Township）是位於美國愛荷華州克萊縣的一個行政鎮區。

## 地方資料
根據2010年美國人口普查的數據，隆特里鎮區的面積為91.55平方千米，當中陸地面積為91.52平方千米，而水域面積為0.03平方千米。當地共有人口860人，而人口密度為每平方千米9.39人。